# Liga Sudamericana
La Liga Sudamericana (Liga Sul-Americana en portugais) est une compétition de club de basket-ball disputée entre clubs de plusieurs pays d'Amérique du Sud depuis 1996.

## Historique
La Liga Sudamericana est la seconde plus importante compétition de clubs en Amérique du Sud, derrière la FIBA Americas League. Elle est organisée par la Confédération sud-américaine de basket-ball.
La ligue est disputée par les champions des ligues nationales, ainsi que par les finalistes des meilleurs championnats. En fonction des pays, certaines places peuvent être attribuées sur la base des performances des saisons précédentes en championnat national. 

## Palmarès
| Année     | Champion                           | Score          | Finaliste                                |
| --------- | ---------------------------------- | -------------- | ---------------------------------------- |
| 1996      | Olimpia de Venado Tuerto Argentine | 2–0            | SC Corinthians Brésil                    |
| 1997      | Atenas de Córdoba Argentine        | 2–1            | SC Corinthians Brésil                    |
| 1998      | Atenas de Córdoba Argentine        | 2–0            | Franca São Paulo Brésil                  |
| 1999      | Vasco da Gama Brésil               | 2–0            | Boca Juniors Argentine                   |
| 2000      | Vasco da Gama Brésil               | 3–2            | Atenas de Córdoba Argentine              |
| 2001      | Estudiantes de Olavarría Argentine | 3–1            | Gimnasia de Comodoro Rivadavia Argentine |
| 2002      | Libertad de Sunchales Argentine    | 3–1            | Vasco da Gama Brésil                     |
| 2003      | non disputée                       | non disputée   | non disputée                             |
| 2004      | Atenas de Córdoba Argentine        | 3–2            | Unit Uberlândia Brésil                   |
| 2005      | Unitri Uberlândia Brésil           | 3–1            | Universo Brasilia Brésil                 |
| 2006      | Ben Hur Argentine                  | 3–1            | COC Ribeirão Preto Brésil                |
| 2007      | Libertad de Sunchales Argentine    | 3–2            | Franca São Paulo Brésil                  |
| 2008      | Regatas Corrientes Argentine       | 3–2            | Flamengo Basketball Brésil               |
| 2009 (I)  | CR Flamengo Brésil                 | Final Four     | AA Quimsa Argentine                      |
| 2009 (II) | AA Quimsa Argentine                | Final Four     | Libertad de Sunchales Argentine          |
| 2010      | UniCEUB Brasília Brésil            | Final Four     | Flamengo Basketball Brésil               |
| 2011      | Obras Sanitarias Argentine         | Final Four     | EC Pinheiros Brésil                      |
| 2012      | Regatas Corrientes Argentine       | Final Four     | UniCEUB Brasília Brésil                  |
| 2013      | UniCEUB Brasília Brésil            | 93-81          | CA Aguada Uruguay                        |
| 2014      | Bauru Basket Brésil                | 79-53          | Mogi das Cruzes Brésil                   |
| 2015      | UniCEUB Brasília Brésil            | 2-0 (playoffs) | San Martín de Corrientes Argentine       |
| 2016      | Mogi das Cruzes Basquete Brésil    | 3-0 (playoffs) | Bahía Basket Argentine                   |
| 2017      | Guaros de Lara Venezuela           | 3-1 (playoffs) | Estudiantes Concordia Argentine          |
| 2018      | Franca São Paulo Brésil            | 2-1 (playoffs) | Instituto AC Córdoba Argentine           |
| 2019      | Botafogo FR Brésil                 | 2-1 (playoffs) | SC Corinthians Brésil                    |
| 2020      | non disputée                       | non disputée   | non disputée                             |
| 2021      | non disputée                       | non disputée   | non disputée                             |
| 2022      | Bauru Basket Brésil                | 66-57          | San Martín de Corrientes Argentine       |
| 2023      | Instituto AC Córdoba Argentine     | 81-72          | Titanes de Barranquilla Colombie         |
| 2024      | Nacional Uruguay                   | 77-76          | San Lorenzo Argentine                    |

## Bilan

### Titres par pays
| Pays      | Titres |
| --------- | ------ |
| Argentine | 13     |
| Brésil    | 12     |
| Uruguay   | 1      |

### Bilan par club
| Club                     | Pays      | Titres | Années           |
| ------------------------ | --------- | ------ | ---------------- |
| Atenas de Córdoba        | Argentine | 3      | 1997, 1998, 2004 |
| UniCEUB Brasília         | Brésil    | 3      | 2010, 2013, 2015 |
| Regatas Corientes        | Argentine | 2      | 2008, 2012       |
| Libertad de Sunchales    | Argentine | 2      | 2002, 2007       |
| Vasco da Gama            | Brésil    | 2      | 1999, 2000       |
| Bauru Basket             | Brésil    | 2      | 2014, 2022       |
| Olimpia de Venado Tuerto | Argentine | 1      | 1996             |
| Estudiantes de Olavarría | Argentine | 1      | 2001             |
| Unitri Uberlândia        | Brésil    | 1      | 2005             |
| Ben Hur                  | Argentine | 1      | 2006             |
| CR Flamengo              | Brésil    | 1      | 2009 (I)         |
| AA Quimsa                | Argentine | 1      | 2009 (II)        |
| Obras Sanitarias         | Argentine | 1      | 2011             |
| Mogi das Cruzes Basquete | Brésil    | 1      | 2016             |
| Guaros de Lara           | Venezuela | 1      | 2017             |
| Franca São Paulo         | Brésil    | 1      | 2018             |
| Botafogo FR              | Brésil    | 1      | 2019             |
| Instituto AC Córdoba     | Argentine | 1      | 2023             |
| Nacional                 | Uruguay   | 1      | 2024             |

## MVPpar saison
- 1996 –  Jorge Racca (Olimpia de Venado Tuerto)
- 1997 –  Gregg Dennis (Atenas de Córdoba)
- 1998 –  Fabricio Oberto (Atenas de Córdoba)
- 1999 –  Charles Byrd (Vasco da Gama)
- 2000 –  José Vargas (Vasco da Gama)
- 2001 –  Daniel Farabello (Estudiantes de Olavarría)
- 2002 –  Mariano Cerutti (Libertad Sunchales)
- 2004 –  Héctor Campana (Atenas de Córdoba)
- 2005 –  Valtinho (Unitri/Uberlândia)
- 2006 –  Leonardo Gutiérrez (Ben Hur)
- 2007 –  Cleotis Brown (Libertad Sunchales)
- 2008 –  Alejandro Montecchia (Regatas Corrientes)
- 2009 (I) –  Marcelinho Machado (Flamengo Basketball)
- 2009 (II) –  Julio Mazzaro (AA Quimsa)
- 2010 –  Guilherme Giovannoni (Uniceub/Brasília)
- 2011 –  Juan Pedro Gutiérrez (Obras Sanitárias)
- 2012 –  Paolo Quinteros (Regatas Corrientes)
- 2013 –  Guilherme Giovannoni (UniCEUB Brasília)
- 2014 –  Alex Garcia (Bauru Basket)
- 2015 –  Deryk Ramos (UniCEUB Brasília)
- 2016 –  Shamell Stallworth (Mogi das Cruzes)
- 2017 –  Heissler Guillent (Guaros de Lar)
- 2018 –  David Jackson (Franca São Paulo)
- 2019 –  Cauê (Botafogo FR)
- 2024 –  Manny Suarez (Nacional)